# Hochschule für Musik und Theater München

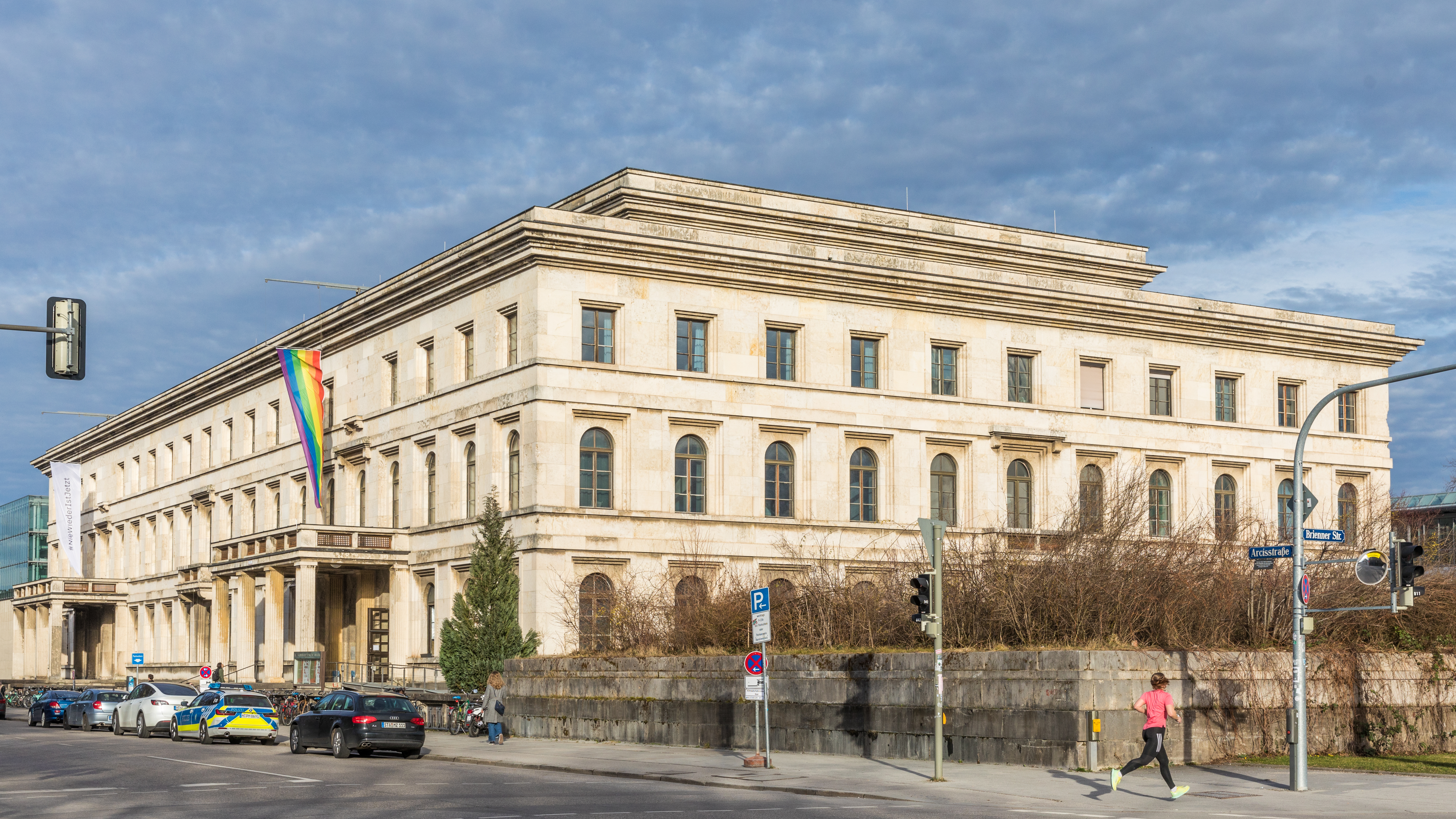
Hochschule für Musik und Theater

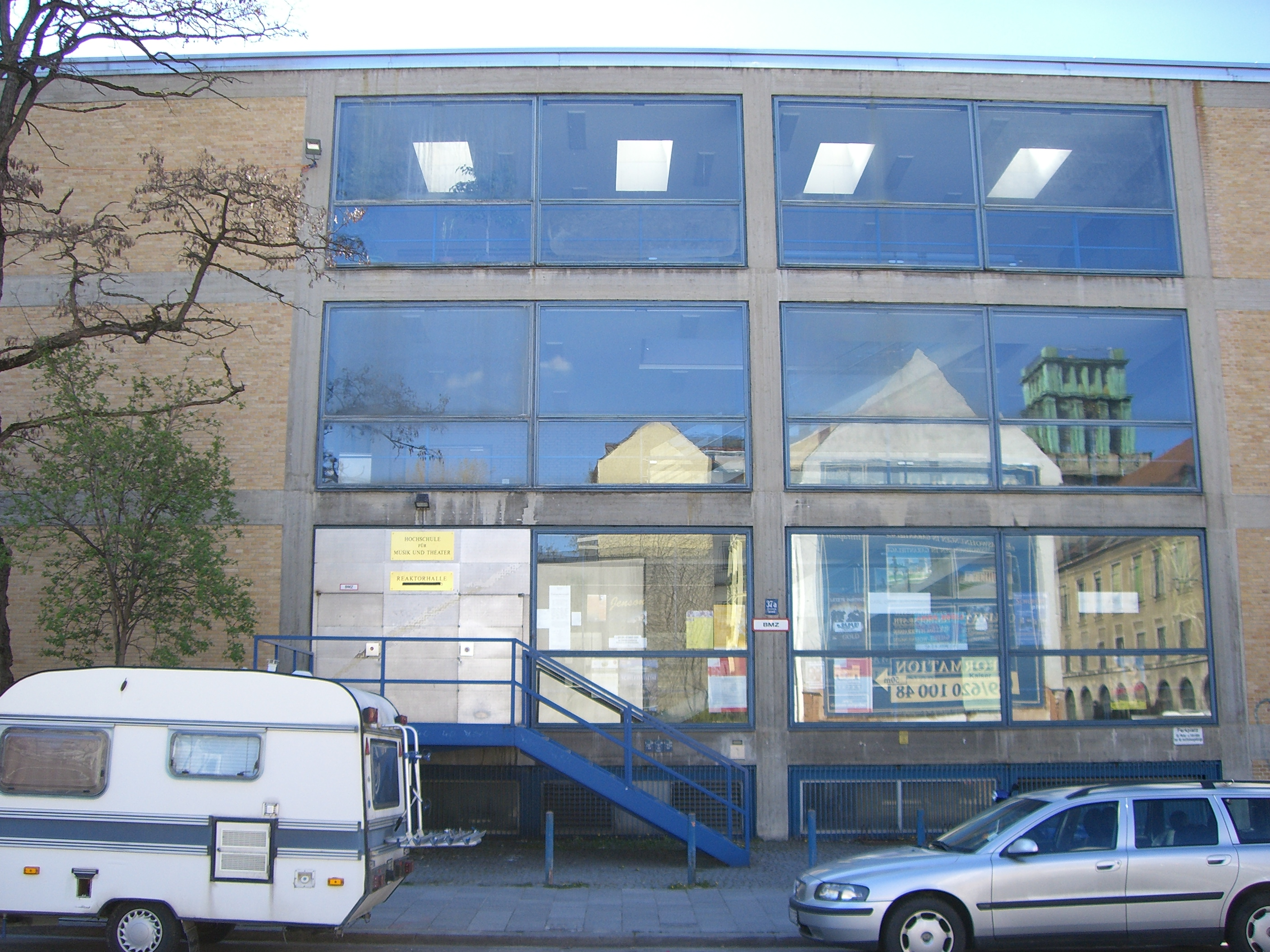
Die Dependance der Hochschule in der Luisenstraße

Die Hochschule für Musik und Theater München (HMTM) ist eine der größten Hochschulen im kulturellen Sektor in Deutschland. Sie wurde als Königliches Conservatorium für Musik 1846 gegründet und trägt den heutigen Namen seit 1998. Ihre derzeitige Präsidentin ist Lydia Grün. Sitz der Hochschule ist der ehemalige „Führerbau“ der NSDAP in der Arcisstraße 12 im Kunstareal München. Dependancen der Hochschule befinden sich in der Luisenstraße 37a (mit Reaktorhalle und Carl-Orff-Auditorium), in der Wilhelmstraße 19 (Ballett-Akademie), im Prinzregententheater (Theaterakademie August Everding) und im Gasteig HP8. 2008 wurde das städtische Richard-Strauss-Konservatorium in die Hochschule für Musik und Theater München integriert.

## Geschichte
Aus der 1830 gegründeten Central-Singschule in der Münchner Dompfarrschule ging im Jahr 1846 das von Franz Hauser begründete Königliche Conservatorium für Musik hervor, das seinen Sitz im Odeon hatte. Ein von Richard Wagner 1865 vorgelegter Plan, in München eine Deutsche Musikschule einzurichten, die aus dem Konservatorium hervorgehen sollte und vordergründig das Ziel hatte, den Gesangsunterricht dergestalt zu reformieren, dass er sich vom bisher überwiegend italienischen Stil wegbewegte, hin zu Wagners Stil des deutschen Gesangs, wurde von einer von König Ludwig II. einberufenen „Kommission zur Reform des Konservatoriums“ aus Kostengründen abgelehnt. Das Konservatorium wurde daraufhin geschlossen, nach Wagners Vorschlag als Königliche Bayerische Musikschule neu organisiert und 1867 wiedereröffnet; bis 1869 hatte Hans von Bülow die Leitung inne. Zur Finanzierung stellte der König private Mittel zur Verfügung, bis der Staat das Institut 1874 als königliche Staatsanstalt übernahm, die der Aufsicht des Kultusministeriums direkt unterstellt war, womit auch die zukünftige Finanzierung gesichert war. Dem Direktor Karl von Perfall wurden Franz Wüllner und Josef Rheinberger als „Inspektoren“ zugeordnet. 1892 erfolgte – einhergehend mit organisatorischen Neugestaltungen – die Umbenennung in Königliche Akademie der Tonkunst. Als Bernhard Stavenhagen 1901 die alleinige Leitung übernahm, entfielen die zugeordneten Leitungspositionen der Inspektoren.
Ab 1905 gliederte sich die Königliche Akademie in drei Lehrbereiche: die höhere Ausbildung in den gesamten musikalischen Fachbereichen, das Seminar zur Ausbildung für Klavierpädagogen (bis 1911) sowie eine Vorschule für Orchesterinstrumente. Nach einer durch den Ersten Weltkrieg bedingten Krise wurde die Akademie ab Anfang der 1920er Jahre kontinuierlich weiter ausgebaut und umorganisiert. So wurden beispielsweise Meisterklassen eingerichtet, das Seminar für Operndramaturgie zur Opernschule ausgebaut, die wissenschaftlichen Fächer erweitert und das Lehrangebot um weitere Fächer für Orchesterinstrumente sowie die Fachbereiche Kirchenmusik, Chorleitung, Dirigieren und Darstellungskunst ergänzt.
Anlässlich des 50-jährigen Jubiläums im Jahr 1924 wurde die Akademie, an der zahlreiche namhafte Künstler unterrichteten und die inzwischen über Deutschlands Grenzen hinaus bekannt war, unter Zuerkennung des Hochschulstatus in Staatliche Akademie der Tonkunst, Hochschule für Musik in München umbenannt.
Nach der Zerstörung des Odeongebäudes während des Zweiten Weltkriegs kam es 1944 zur Einstellung des Lehrbetriebes. Der Unterricht konnte erst 1946 wieder aufgenommen werden; die Hochschule war zunächst für kurze Zeit im Maximilianeum untergebracht. Noch im selben Jahr bezog sie Räume in der damals baufälligen Villa Stuck sowie der Villa Larisch, bevor sie dann 1957 ihren Sitz an den heutigen Standort, das Gebäude Arcisstraße 12 (ehemaliger Führerbau) verlegte.
Mit Inkrafttreten des Bayerischen Hochschulgesetzes wurden 1974 die Musikhochschulen den Kunsthochschulen gleichgestellt. 1998 erhielt die Hochschule ihren heutigen Namen Hochschule für Musik und Theater München. Sie übernahm 1999 ein Institutsgebäude der Technischen Universität München in der Luisenstraße 37 a. Dort werden seitdem Räumlichkeiten wie der große Hörsaal, die Reaktorhalle und das heutige Carl-Orff-Auditorium für Konzerte und Theateraufführungen genutzt – das Gebäude wurde bis 2008 generalsaniert.
Mit der Integrierung des Richard-Strauss-Konservatoriums in die Hochschule zum 1. August 2008 wurden bis dato ausschließlich am Richard-Strauss-Konservatorium angebotene Fachbereiche wie zum Beispiel Elementare Musikpädagogik, Volksmusik und Jazz in das Lehrprogramm der Hochschule übernommen. Die Räumlichkeiten des ehemaligen Konservatoriums im Gasteig wurden seitdem von der Hochschule genutzt.
Im Dezember 2022 wurde die Hochschule als zweite Kunsthochschule in Deutschland nach der Hochschule für Musik und Theater Hamburg systemakkreditiert, der Beschluss erfolgte durch die Kommission der ZEvA. Mit der Systemakkreditierung erhielt die HMTM das Recht, das Siegel des Akkreditierungsrates für die von ihr eigenständig geprüften Studiengänge selbst zu verleihen.
Am 9. April 2025 gründete die Hochschule die HMTM Young Academy als offizielles Institut für Hochbegabtenförderung. Mit der Gründung baute die Hochschule ihre Hochbegabtenförderung umfassend aus und setzt damit ein zentrales Vorhaben aus dem aktuellen Hochschulvertrag mit dem Freistaat Bayern um.

## Struktur und Ausbildung
Die Hochschule bildet in ihren zwölf Instituten und Akademien in allen künstlerischen und pädagogischen Musikberufen und Tanz aus, in Kultur- und Musikmanagement, Musikjournalismus und Theaterberufen – dies in Zusammenarbeit mit der Theaterakademie August Everding.

### Institute und Akademien
- Institut für künstlerische Instrumentalstudiengänge (mit den Bereichen Holzbläser, Blechbläser, Streicher, Zupfinstrumente, Tasteninstrumente, Schlagzeug, Kammermusik)
- Ballett-Akademie
- Institut für künstlerische Gesangs- und Theaterausbildung
- Institut für künstlerisch-pädagogische Studiengänge (IGP, EMP, Volksmusik)
- Institut für Schulmusik
- Institut für Kirchenmusik
- Jazz-Institut
- Institut für Historische Aufführungspraxis
- Institut für Neue Musik, Komposition und Dirigieren
- Institut für Kulturmanagement und Medien (Musikjournalismus/Medien und Kulturmanagement)
- Institut für Musikwissenschaft
- Young Academy

### Chöre, Ensembles und Orchester (Auswahl)
- Chöre der Hochschule für Musik und Theater München (Hochschulchor, Kleiner und Großer|Kirchenchor Kirchenmusikchor)
- ensemble oktopus für musik der moderne
- Hochschulsymphonieorchester München
- Bigband des Jazz-Instituts (ehem. U.M.P.A. Jazzorchestra)
- Madrigalchor
- Münchner Schulmusik-Orchester[8]
- Salsaband
- Teachers‘ Finest Bigband
- Teachers’ Finest Singers
- Volta Ensemble[9]

## Leiter
Central-Singschule
- Franz Löhle (Leiter 1830–1837)
- Georg Mittermayer (Leiter 1837–1841)
- Franz Lachner (Leiter 1842–1843)

Königliches Conservatorium für Musik
- Franz Hauser (Direktor 1846–1864)

Königliche bayerische Musikschule
- Hans von Bülow (Direktor 1867–1869)
- Karl Freiherr von Perfall (Generalintendant und Direktor 1874–1892)
- Josef Rheinberger und Franz Wüllner (Inspektoren 1874–1892)

Königliche Akademie der Tonkunst
- Karl Freiherr von Perfall (Generalintendant und Direktor 1892–1901)
- Josef Gabriel Rheinberger und Franz Wüllner (Inspektoren 1892–1901)
- Bernhard Stavenhagen (Direktor 1901–1904)
- Felix Mottl (Direktor 1904–1911)
- Hans Bußmeyer (Direktor 1911–1919)
- Berthold Kellermann (Direktor 1919–1920)

Staatliche Akademie der Tonkunst, Hochschule für Musik
- Siegmund von Hausegger (Präsident 1920–1934)
- Richard Trunk (Präsident 1934–1945)
- Joseph Haas (Präsident 1946–1950)
- Robert Heger (Präsident 1950–1954)
- Karl Höller (Präsident 1954–1972)
- Fritz Schieri (Präsident 1972–1981)
- Diethard Hellmann (Präsident 1981–1988)
- Klaus Schilde (* 1926; Präsident 1988–1991)
- Cornelius Eberhardt (Präsident 1991–1995)
- Robert Maximilian Helmschrott (Präsident 1995–1998)

Hochschule für Musik und Theater
- Robert Maximilian Helmschrott (Präsident 1998–1999, Rektor 1999–2003)
- Siegfried Mauser (Rektor 2003–2007, 2007–2014)
- Bernd Redmann (Präsident 2014–2022)
- Lydia Grün (Präsidentin seit Oktober 2022)

## Bekannte Lehrer
→ siehe: Hochschullehrer der Hochschule für Musik und Theater München

## Bekannte Absolventen
→ siehe: Absolventen der Hochschule für Musik und Theater München